# برای برادران ایگل
برای برادران ایگل (انگلیسی: For Eagle Brothers؛‏ کره‌ای: 독수리 ۵형제를 부탁해!) یک مجموعه تلویزیونی محصول کره جنوبی با بازی اوم جی وون، آن جه ووک، لی پیل مو، چوی ده چول، کیم دونگ وان، یون پارک، لی سوک گی و یو این یونگ است. این مجموعه از ۱ فوریه ۲۰۲۵، روزهای شنبه و یکشنبه ساعت ۲۰:۰۰ (کی‌اس‌تی) از کی‌بی‌اس۲ پخش شد.

## بازیگران
- اوم جی وون در نقش ما گوانگ سوک[۲]
- آن جه ووک در نقش هان رونگ سوک[۲]
- لی پیل مو در نقش اوه جانگ سو[۳]
- چوی ده چول در نقش اوه چون سو[۳]
- کیم دونگ وان در نقش اوه هونگ سو[۳]
- یون پارک در نقش اوه بوم سو[۳]
- لی سوک گی در نقش اوه کانگ سو[۳]
- پارک جون گوم در نقش گونگ جو شیل[۴]